# Ceratobaeus mahmoodi
Ceratobaeus mahmoodi är en stekelart som beskrevs av Muhammad Iqbal och Austin 2000. Ceratobaeus mahmoodi ingår i släktet Ceratobaeus och familjen Scelionidae. Inga underarter finns listade i Catalogue of Life.